# Marie Henriette Caroline von Herder

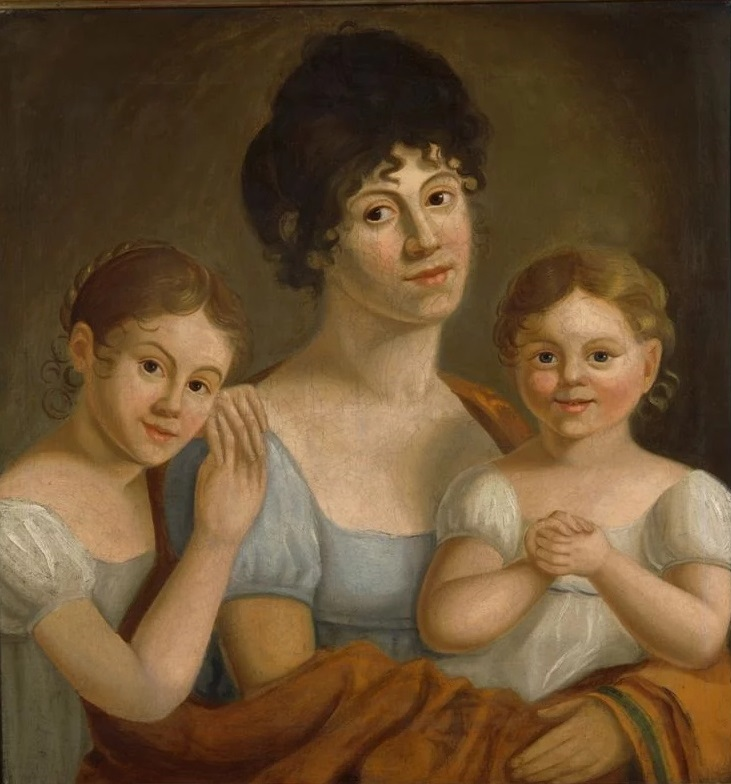
Caroline Bardua:
Henriette von Herder mit ihren Töchtern Agnes und Natalie

Marie Henriette Caroline Herder, geb. Schmidt, ab 1802: von Herder, in zweiter Ehe: von Voigt, (* 15. Dezember 1775 in Weimar; † 7. Mai 1837 ebenda) war eine Tochter des Kaufmanns Johann Christian Schmidt und Schwester von Louise Schwabe (1783–1859), Ehefrau von Carl Lebrecht Schwabe. Sie heiratete am 5. Juni 1797 den Hofmedicus Gottfried (von) Herder und wurde damit Schwiegertochter von Johann Gottfried Herder. Der Ehe entstammten drei überlebende Töchter. Nach dem Tod ihres Mannes 1806 heiratete sie am 24. November 1811 den geschiedenen Geheimen Regierungsrat Christian Gottlob von Voigt (1774–1813). Ein neugeborener Sohn starb im September 1812. Voigt geriet im Frühjahr 1813 in französische Gefangenschaft, an deren Folgen er starb. Sie überlebte ihren zweiten Ehemann um 24 Jahre.
Bei der Klassikstiftung Weimar befindet sich ein Porträt aus dem Jahr 1806 von ihr mit ihren Töchtern Agnes (* August 1799) und Natalie (* 30. Mai 1802), gemalt von Caroline Bardua.